# マンキエ諸島
マンキエ諸島（マンキエしょとう、英語: The Minquiers、フランス語: Les Minquiers、ジャージー語: Les Mîntchièrs  pronunciation、地元の英語では「the Minkies」とも）とは、ジャージー島から南およそ15 km (9.3 mi) に位置する島々及び岩礁である。合わせてジャージー管区をなし 、グルーヴィル教区およびラ・ロック支教区に属する。
マンキエ諸島周辺の岩棚は面積でジャージー島を上回るが、満潮時にはいくつかの露頭が水面上に残るに過ぎない。これらのうち最大のものはマトレス岩（Maîtresse）で、長さおよそ50 m (55 yd) 、幅20 m (22 yd) であり、修理状況の異なるおよそ10軒ほどの石造コテージがある。ブリテン諸島最南端の建築物であるが、定住者は存在しない。しかしながら漁師や海藻肥料採集者、ヨット操縦者、カヤッカー、さらにはアマチュア無線家たちが夏に上陸する。

## 名称
マンキエ諸島の語源は不詳であるが、ブルトン語で聖域を意味する minihi あるいは魚売りを意味する minkier に由来するかもしれない。

## 地理

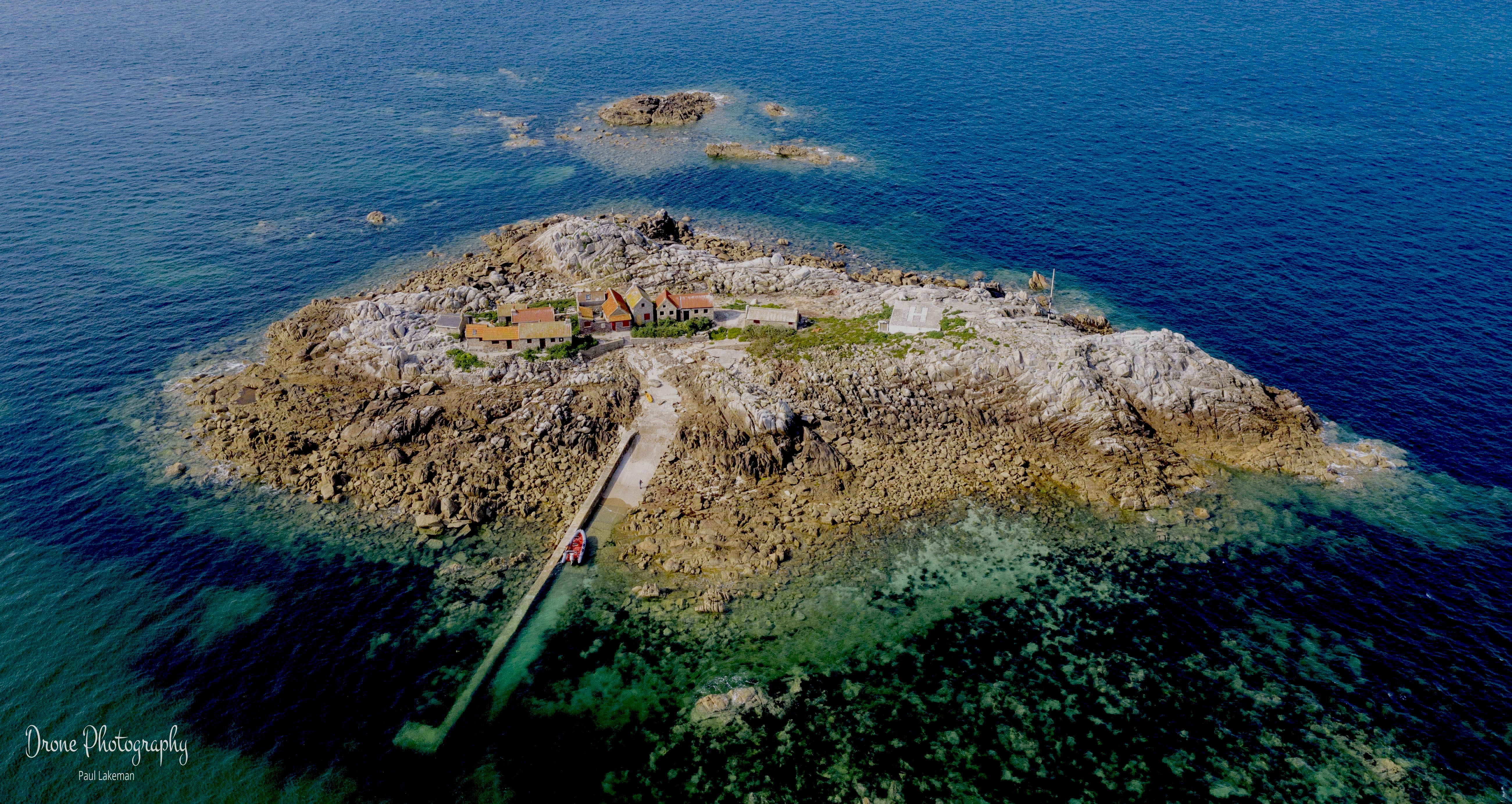
ドローン画像

数千年前、最終氷期の頃は現在よりも海水面が低く、チャンネル諸島はヨーロッパ大陸と南イングランドをつなぐ平野の高台であった。

### 島嶼
諸島内で特に主要な島として以下が挙げられる。
- メトレス島（Maîtresse Île / Maîtr' Île）
- メゾン島（Les Maisons）

他の島として以下が存在する。
- ニエサン島（Le Niêsant）
- フォシュール島（Les Faucheurs）
- オート・グリュヌ島（La Haute Grune）

### 自然保護
マンキエ諸島の浅瀬と潮間帯は多くの種類の魚類、カイメンとホヤの生息地であり、軟体動物、蠕虫類と渉禽類などの鳥類にとっても重要な場所である。一帯は2005年にラムサール条約登録地となった。

## 歴史
933年、ノルマンディー公国は他のチャンネル諸島やコタンタン半島と共にマンキエ諸島を併合した。1066年にノルマンディー公ギヨームがイングランドを征服した後もフィリップ尊厳王が1204年にノルマンディー本土を征服するまで公国の一部であった。1259年、ヘンリー3世はチャンネル諸島の為にフランス王に対し臣従の誓いをたてた。1360年のブレティニー条約内でエドワード3世はフランス王位およびノルマンディー公への請求を取り下げたが、チャンネル諸島を含むイングランド側の領地については保留した。
『ブリタニカ百科事典第11版』（1911年）はメトレス島を「漁師が上陸地及び避難所として使える」と記している。
第二次世界大戦中、マンキエ諸島にいたドイツ国防軍兵士は欧州戦線でも最末期に降伏した。リュシアン・マリー率いるフランス漁船はマンキエ諸島に接近し、沿岸に停泊した。武装したドイツ人兵士が近づき「我々はイギリス人から忘れ去られており、おそらくジャージーにいる誰もが我々がここにいると伝えていない。我々をイングランドに連れて行ってくれ、降伏したい」と助けを求めた。1945年5月23日、ヨーロッパでの終戦から3週間後のことであった。
1970年7月、1957年から1958年にかけてフランス首相を務めたフェリックス・ガイヤールはヨット旅行中に失踪し、遺体は数日後にマンキエ諸島沖で発見された。
2018年8月、島にある20棟の建物のうちの1つが、ジャージー島の法人経由で個人に売却された。過去50年間で売却は5件のみであった。

### 領有権問題の解決
1950年、イギリスとフランスは国際司法裁判所（ICJ）でマンキエ諸島およびエクレオ諸島の領有権について友好的に話し合うために訴えを出した。フランス人は水域で漁業をする一方、ジャージーは様々な行政権を駆使してきた。ICJは歴史的証拠を考慮し、1953年11月17日の判決で諸島がジャージー（イギリスによって代理）に属すると結論付けた。
1998年に、何人かのフランス人が「パタゴニア王」の代理を名乗りフォークランド諸島占領の「報復」としてマンキエ諸島に「侵攻」した。英国旗は翌日再掲された。

## 文学
マンキエ諸島はヴィクトル・ユーゴーの小説『海に働く人びと』で言及されている。ユーゴーは島々がいかに不誠実で、その面積の合計値はジャージー本島をも上回ると述べている。ユーゴーは人生の様々な時期にガーンジーおよびジャージー両方に居住しており、それゆえ地域の伝承に精通していた。
マンキエ諸島をめぐる英仏領土紛争はナンシー・ミットフォードの小説『アルフレッドには言わないで』の主題（「二人の老婦人」すなわち英仏二国間の争い）となっている。
マンキエ諸島はハモンド・イネスの航海冒険譚『メリー・ディア号の難破』および1959年の映画化作品で取り上げられている。

## 画像

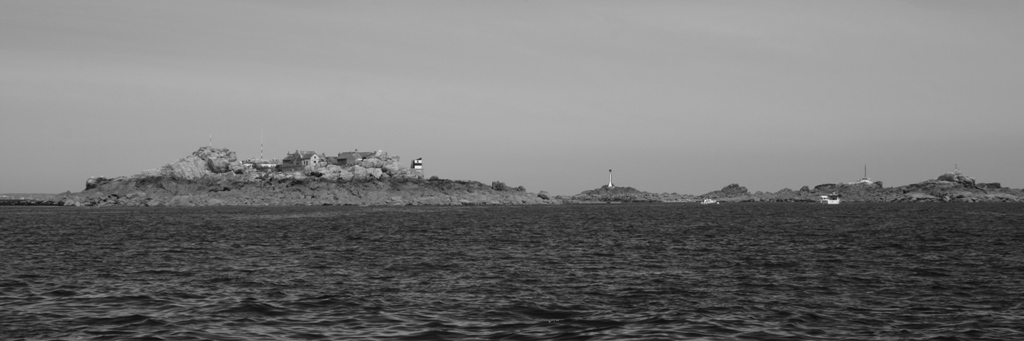
南方の入り江から眺めたマンキエ諸島。
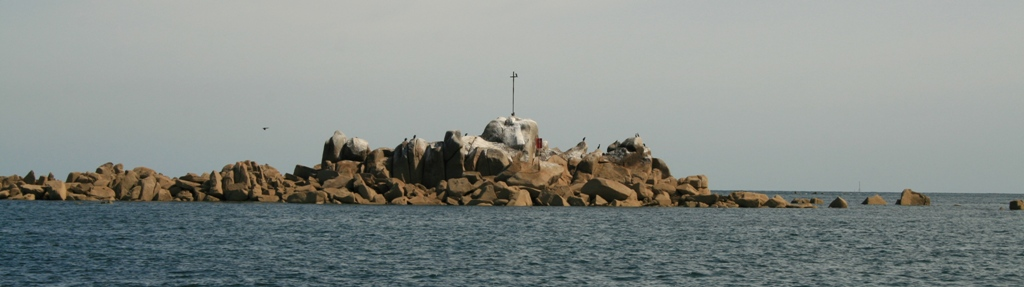
南方の入り江から眺めたマンキエ諸島。
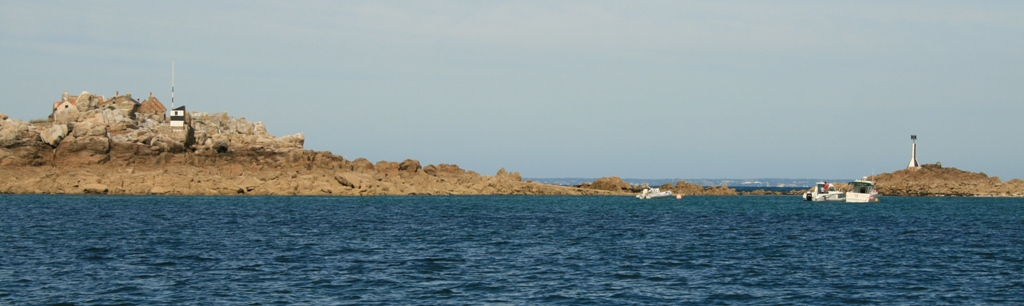
南方の入り江から眺めたマンキエ諸島。